# Droga wojewódzka 492
Die Droga wojewódzka 492 (DW 492) ist eine 40 Kilometer lange Droga wojewódzka (Woiwodschaftsstraße) in der polnischen Woiwodschaft Łódź und der Woiwodschaft Schlesien, die Ważne Młyny mit Blachownia verbindet. Die Strecke liegt im Powiat Pajęczański, im Powiat Kłobucki und im Powiat Częstochowski.

## Streckenverlauf
Woiwodschaft Łódź, Powiat Pajęczański
-  Ważne Młyny (DW 483)
- Kuźnica

Woiwodschaft Schlesien, Powiat Kłobucki
- Nowy Folwark
- Ostrowy nad Okszą
-  Łobodno (DW 491)
-  Kłobuck (Klobutzko) (DK 43)
- Grodzisko
-  Wręczyca Wielka (DW 494)

Woiwodschaft Schlesien, Powiat Częstochowski
-  Blachownia (DK 46, DW 904)